# Monomery
Monomery – cząsteczki tego samego lub kilku różnych związków chemicznych o stosunkowo niedużej masie cząsteczkowej, z których w wyniku reakcji polimeryzacji, mogą powstawać różnej długości polimery. Fragmenty monomerów w strukturze polimeru noszą nazwę merów.

## Klasyfikacja
Monomery stosowane do syntezy polimerów syntetycznych na podstawie budowy można zaklasyfikować do trzech grup:
- monomery winylowe – związki mające wiązania wielokrotne węgiel-węgiel (jak np. etylen CH2=CH2), które pękają w trakcie reakcji polimeryzacji co prowadzi do powstawania poliolefin
- monomery cykliczne – związki zawierające labilne układy cykliczne (np. cyklobutan), które ulegają otwarciu pierścienia w trakcie polimeryzacji – otrzymuje się w ten sposób m.in. poliamidy
- monomery funkcyjne – związki mające minimum dwie reaktywne grupy funkcyjne, które w wyniku reakcji polikondensacji lub poliaddycji prowadzą do powstania polimerów zawierających charakterystyczne układy wiązań, np. poliuretanów

Na podstawie pochodzenia monomery klasyfikuje się jako:
- monomery naturalne – tworzące polimery naturalne (biopolimery), np. cukry proste tworzące wielocukry; reszty aminokwasowe wchodzące w skład białek, nukleotydy budujące kwasy nukleinowe
- monomery syntetyczne – wykorzystywane do syntezy polimerów syntetycznych, np. etylen tworzący polietylen i jego pochodne